# 円形大ピエタ

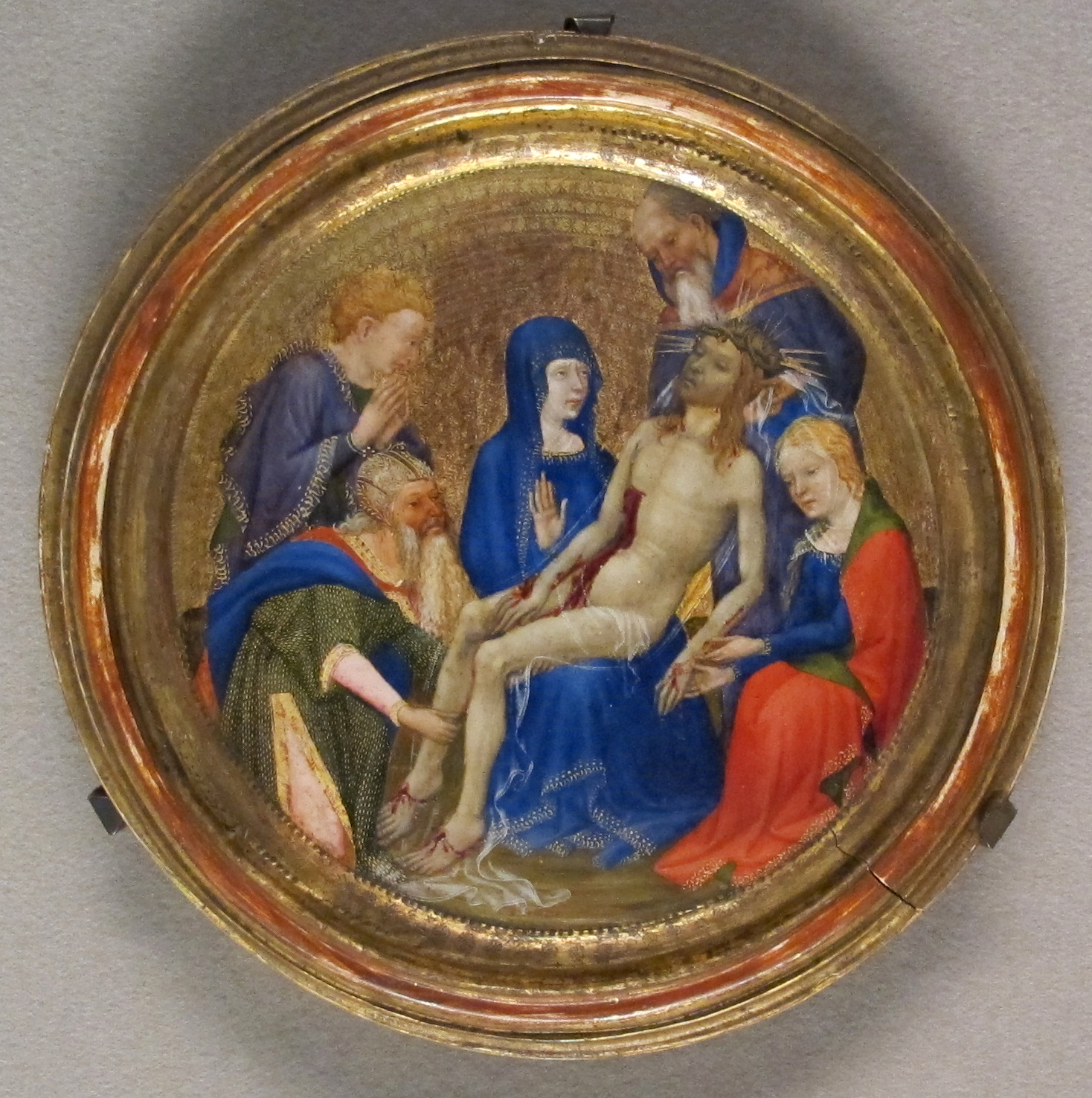
無名の画家『円形小ピエタ』 (1410年ごろ)、直径23センチ、ルーヴル美術館

『円形大ピエタ』（えんけいだいピエタ、仏: La grande Pietà ronde、英: Large Round Pietà）は、15世紀のフランスの国際ゴシック様式の画家ジャン・マルエルが1400-1410年に樫板上に油彩で描いた絵画である。裏面に描かれた紋章から、ブルゴーニュ公フィリップ豪胆公 (1363-1404年) のために描かれたことがわかる。作品は1864年以来、パリのルーヴル美術館に所蔵されている。なお、本作の名称は、ルーヴル美術館に無名の画家による『円形小ピエタ』が所蔵されていることによる。

## 作品
ジャン・マルエルは、北部ネーデルラントのナイメーヘン出身の画家である。フランス王の弟であるブルゴーニュ公フィリップ豪胆公はジャン・マルエルの才能をいち早く認め、マルエルは、14世紀から15世紀にかけて豪胆公の宮廷画家として絵画を制作した。彼の作風は、時代が中世からルネサンスへと移り変わったことを示している。この絵画における流麗な衣服の表現と金地の背景は国際ゴシック様式の特徴であるが、死せるキリストの写実的な描き方や人物が生み出す劇的な効果は、新しいルネサンスの様式を告げている。
本作は中世美術の2つの伝統的な主題である「三位一体」と「ピエタ」(息子イエス・キリストの亡骸を抱く聖母マリアの図像) を組み合わせた斬新なものである。三位一体は父なる神、息子キリスト、聖霊のハトからなるが、この絵画では神がキリストを膝に抱く「恩寵の玉座」という姿で描かれている。キリストは「悲しみの人」として描かれ、茨の冠を被り、傷口から血を流している。
画面にはキリストの死を悼む聖母マリアに加えて、ピエタを表す絵画としてはめずらしく、キリストの愛弟子である福音書記者聖ヨハネも登場している。神とキリストの左側では、青色と赤色の衣服の天使たちが悲しみを表している。1人はキリストの膝を抱き、もう1人はキリストの下半身を覆う白いヴェールを持っている。キリストの青白い身体は、他の人物たちの生き生きとした明るい色彩の衣服の中で際立つ。手と指の描写は特に素晴らしい。画面には静けさの中に人間的な悲痛の情感が満ち溢れており、ジャン・マルエルが人物の顔の表情を表現しようとして、中世の芸術家たちを拘束していた決まりきった表現様式から抜け出そうとしていることがわかる。